# Estação Rodoviária de Santa Maria (Rio Grande do Sul)
A Estação Rodoviária de Santa Maria está situda na rua Pedro Pereira, 1450 - com entrada pela continuação da rua General Neto, onde há estacionamento, taxis e linhas de ônibus urbano de Santa Maria -, no bairro Nossa Senhora de Lourdes. É uma das mais importantes do Rio Grande do Sul.

## História

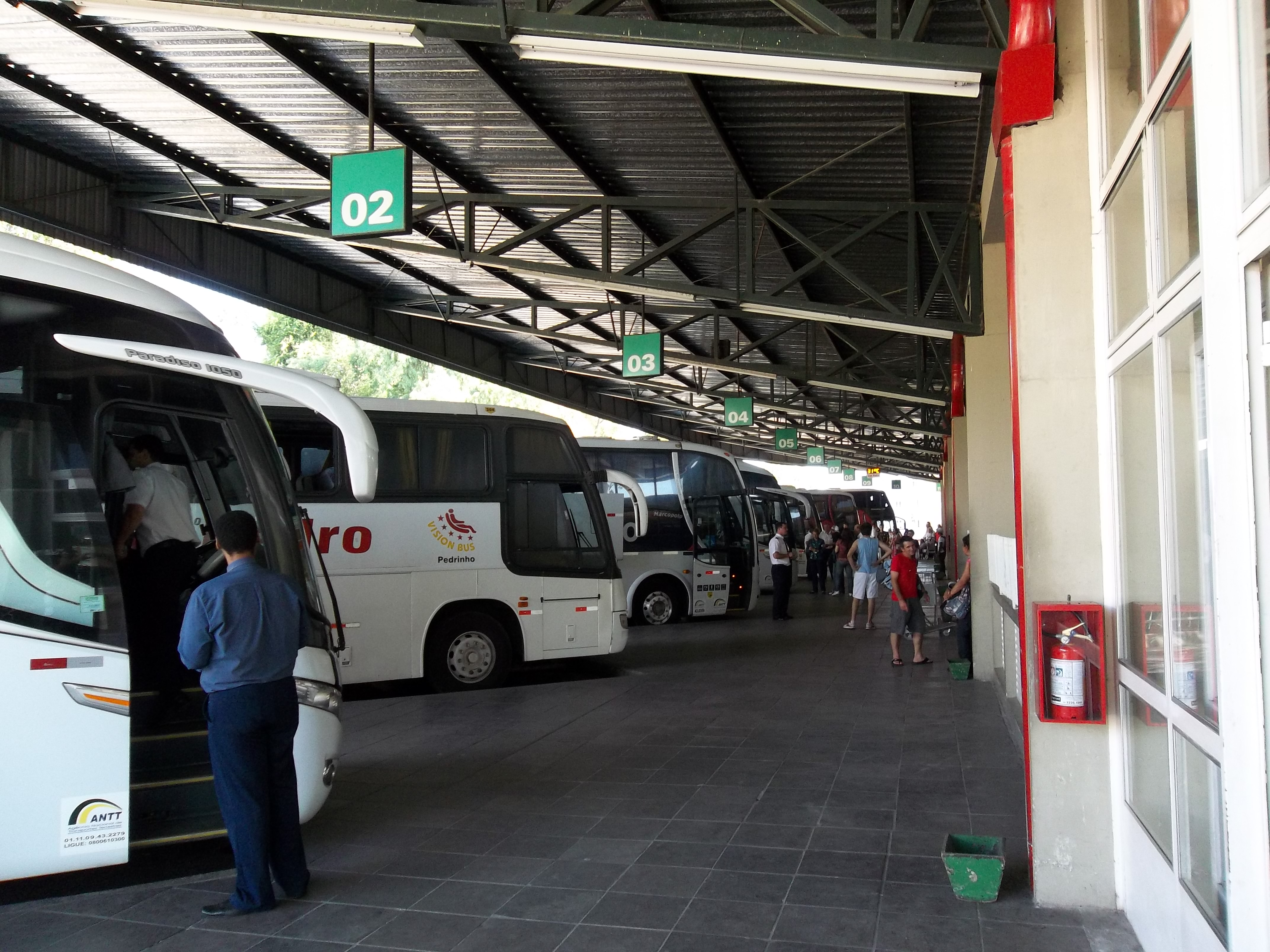
Área de embarque.

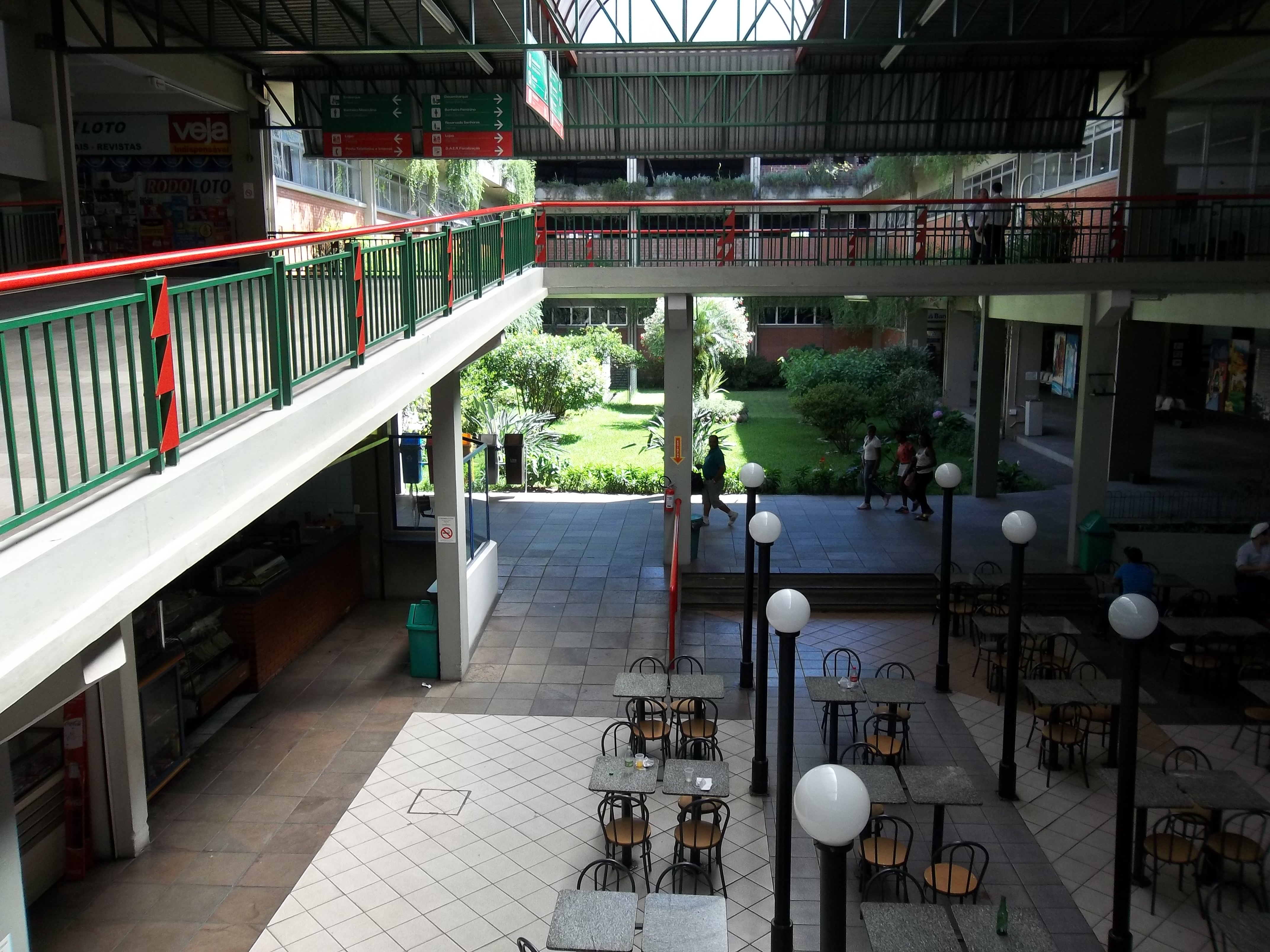
Área de convivência interna.

A primeira estação rodoviária de Santa Maria surge em 27 de fevereiro de 1942 junto a Avenida Rio Branco, 922, ao lado da Sociedade União dos Caixeiros Viajantes (SUCV). Na época o empreendimento era explorado por Luis Mathias Aita e Guilherme Lang. 
Em 1947 José Aita obteve a concessão de Luis Mathias, seu irmão. Já em 27 de Outubro de 1953 José passa a concessão aos seus filhos "Waldomiro" e Vinicio.
A cidade foi crescendo e já não era admissível uma estação rodoviária no coração da Cidade, em pleno Centro. Por esse motivo, em 17 de setembro de 1960, a Estação Rodoviária passou a funcionar à rua General Canabarro com melhor infra-estrutura. Na cerimônia de inauguração esteve presente autoridades de todo o Estado e a nova estação foi declarada "um dos melhores terminais rodoviários do país" pelo Secretário de Fazenda do Estado do Rio Grande do Sul, na época, Sr. Miguel Meirelles.
Em 1972, a Estação Rodoviária de Santa Maria é classificada como "Rodoviária de 1ª Categoria".
Com a construção da Universidade Federal de Santa Maria e da Base Aérea de Santa Maria, surge a ERS-509 - hoje em processo de municipalização com o nome de "Avenida Prefeito Evandro Behr" - que passa a dar um traçado mais retilineo às vias de acesso da região central da cidade a Camobi e a Rua General Canabarro se torna continuação da ERS-509 com o nome de, agora, Avenida Nossa Senhora das Dores. A rua passa a ser uma Avenida e a sobrecarga de trânsito naquele passava a ser um problema. Em 1987, para sanar o problema de tráfego na região, é aprovado o novo local para a instalação do futuro terminal rodoviário, e em 1988 aprovado o projeto para sua construção.
As 23h do dia 7 de dezembro de 1996, o ônibus da empresa São Pedro com destino a Santiago é o último a deixar o antigo terminal, e a 00h01min, do dia 8 de dezembro, chega na nova Estação Rodoviária, o ônibus da empresa Planalto, vindo de Rio Grande. Assim, começa a funcionar o novo terminal rodoviário da cidade.

## Posto Camobi
Camobi teve seu crescimento urbano próprio - e não uma extensão de Santa Maria - , isso se observa ao analisar mapas de evolução urbana de Santa Maria. Camobi é uma verdadeira cidade dentro de Santa Maria, com comércio diversificado, e forte sentimento de bairrismo. Depois de muita luta a comunidade local é prestigiada com um posto da Rodoviária de Santa Maria. Diariamente deslocam-se para o bairro para trabalhar e/ou estudar inclusive na Universidade Federal de Santa Maria moradores de bairros a leste de Camobi, principalmente o bairro Palma - que é atendido principalmente por linhas intermunicipais, e, moradores de outros municípios, principalmente os da região da Quarta Colônia de Imigração Italiana. No posto pode-se pegar ônibus para todas os municípios que chegam a Santa Maria pela RSC-287. O posto tem movimento muito maior que a maioria das cidades da região Centro do Rio Grande do Sul. Uma grande inovação para Camobi, situda no km 235 da RSC-287, próximo a entrada para o campus da UFSM.